# Sveti Teodozije Veliki
Teodozije Veliki (Kapadocija, 423. – Jeruzalem, 529.) bio je kapadocijski kršćanski redovnik i svetac koji je bio utemeljitelj cenobitskog načina monaškog života u Judejskoj pustinji.

## Životopis
Rođen je 423. godine u Kapadociji. Još kao mladić postao je lektor. Sredinom 5. stoljeća odlazi iz Kapadocije u Jeruzalem. Na putu je posjetio Šimuna Stilita te dobio njegov blagoslov. Zatim odlazi k pustinjaku Longinu, koji je stanovao blizu kule Davidove. Na njegovu je molbu postao upravitelj nove crkve koju je sagradila neka pobožna žena na putu koji vodi u Betlehem. Ubrzo odlazi u osamu gdje je proveo 30 godina.
Nakon što je narod sve više počeo dolaziti k njemu, blizu Betlehema je sagradio samostan. Ubrzo je oko samostana nastala čitava naseobina.
Car Anastazije želio je pridobiti Teodozija uz krivovjerje koje je poricalo zajednicu Božje i čovječje naravi u Isusu. Zatim je pisao caru kako bi više volio za pravu vjeru časno umrijeti, nego li u krivovjerju sramotno živjeti te da bi radije da se crkve spale, nego da se u njima navješćuje krivi nauk. Car ga je ubrzo prognao zajedno sa svetim Sabom. Nakon careve smrti obojica su se vratila u svoj zavičaj. Umro je 529. u velikoj starosti od preko 100 godina.

## Štovanje
Spomendan mu je 11. siječnja.

### Knjige
- Lach, Maksimilijan. 1939. Životi svetaca za svaki dan u siječnju. 1. Hrvatsko književno društvo sv. Jeronima u Zagrebu. Zagreb.
- Koledar svih svetaca i svetica božjih ili životi svetaca za sve dneve godišta i sve godišnje svetkovine pomične i nepomične i potpuni privod rimskoga martirologija. Narodna tiskara. Split. 1838
- Iveković, Francisko. 1892. Životi svetaca i svetica Božjih: Siječanj, veljača, ožujak. Dijel 1. 2. izdanje. Hrvatsko katoličko tiskovno društvo. Zagreb.

## Vanjske poveznice
Ostali projekti
|  | Zajednički poslužitelj ima još gradiva o temi Teodozije Veliki |